# Paapa Essiedu
Paapa Kwaakye Essiedu (Londra, 11 giugno 1990) è un attore britannico, attivo in campo teatrale, televisivo e cinematografico.

## Biografia
Paapa Essiedu è nato a Londra ed è stato cresciuto dalla madre ghanese nell'Est della città. Dopo gli studi alla Forest School di Walthamstow, ha studiato recitazione alla Guildhall School of Music and Drama. Dopo la laurea, si è unito alla Royal Shakespeare Company nel 2012, dove ha debuttato interpretando Fenton in Le allegre comari di Windsor. Successivamente, è stato diretto da Sam Mendes in un allestimento di Re Lear al National Theatre, dove ha interpretato il Duca di Borgogna ed era il sostituto per il ruolo principale di Edmund.
Dopo aver recitato in altri importanti teatri di Londra come il Pleasance Theatre, il Finborough Theatre e il Royal Court Theatre, è tornato a recitare per la Royal Shakespeare Company, interpretando l'eponimo protagonista dell'Amleto ed Edmund in Re Lear. Particolarmente apprezzata è stata la sua interpretazione come Amleto, che gli è valsa l'Ian Charleson Award nel 2016; nel 2018 ha interpretato di nuovo il principe di Danimarca in una tournée britannica della Royal Shakespeare Company. Sempre nel 2018 ha fatto il suo esordio nel West End in un trittico di opere di Harold Pinter dirette da Jamie Lloyd.
Attivo in campo televisivo dal 2013 e cinematografico dal 2017, ha ottenuto il suo ruolo più noto in televisione nel 2020, quando ha interpretato Kwame nella miniserie I May Destroy You - Trauma e rinascita; per la sua interpretazione ha ricevuto una nomination all'Emmy al miglior attore non protagonista in una miniserie o film televisivo e al British Academy Television Award per il miglior attore.

## Filmografia parziale

### Cinema
- Assassinio sull'Orient Express (Murder on the Orient Express), regia di Kenneth Branagh (2017)
- Men, regia di Alex Garland (2022)
- Genie, regia di Sam Boyd (2023)
- The Outrun,  regia di Nora Fingscheidt (2024)

### Televisione
- Utopia – serie TV, episodi 1x01-1x04 (2013)
- Not Safe for Work – serie TV, episodio 1x05 (2015)
- Il miniaturista (The Miniaturist), regia di Guillem Morales – miniserie TV, 2 puntate (2017)
- Kiri – serie TV, 4 episodi (2018)
- Black Earth Rising, regia di Hugo Blick – miniserie TV, puntata 1 (2018)
- Gangs of London – serie TV, 10 episodi (2020-2022)
- I May Destroy You - Trauma e rinascita (I May Destroy You), regia di Sam Miller e Michaela Coel – miniserie TV, 11 episodi (2020)
- Anne Boleyn, regia di Lynsey Miller – miniserie TV, 3 episodi (2021)
- Progetto Lazarus (The Lazarus Project) – serie TV, 16 episodi (2022-2023)
- The Capture – serie TV, 6 episodi (2022)
- Black Mirror – serie TV, 2 episodi (2023-2025)
- Black Doves – serie TV, episodi 1x02-1x05 (2024)

## Teatro
- Le allegre comari di Windsor di William Shakespeare, regia di Phillip Breen. Royal Shakespeare Theatre di Stratford-upon-Avon (2012)
- Draußen vor der Tür di Wolfgang Borchert, regia di Owen Horsley. Pleasance Theatre di Londra (2013)
- Black Jesus di Anders Lustgarten, regia di David Mercatali. Finborough Theatre di Londra (2013)
- Re Lear di William Shakespeare, regia di Sam Mendes. National Theatre di Londra (2014)
- Romeo e Giulietta di William Shakespeare, regia di Polina Kalinina. Tobacco Factory di Bristol (2015)
- You For Me For You di Mia Chung, regia di Richard Twyman. Royal Court Theatre di Londra (2015)
- Amleto di William Shakespeare, regia di Simon Godwin. Royal Shakespeare Theatre di Stratford-upon-Avon (2016) e tour britannico (2018)
- Re Lear di William Shakespeare, regia di Gregory Doran. Royal Shakespeare Theatre di Stratford-upon-Avon e Barbican Centre di Londra (2016)
- Ashes to Ashes di Harold Pinter, regia di Jamie Lloyd. Harold Pinter Theatre di Londra (2018)
- One for the Road di Harold Pinter, regia di Jamie Lloyd. Harold Pinter Theatre di Londra (2018)
- The New World Order di Harold Pinter, regia di Jamie Lloyd. Harold Pinter Theatre di Londra (2018)
- The Convert di Danai Gurira, regia di Ola Ince. Young Vic di Londra (2018)
- Pass Over di Antoinette Nwandu, regia di Indhu Rubasingham. Kiln Theatre di Londra (2020)
- A Number di Caryl Churchill, regia di Lyndsey Turner. Old Vic di Londra (2022)
- The Effect di Lucy Prebble, regia di Jamie Lloyd. National Theatre di Londra (2023), The Shed di New York (2024)
- Death of England: Delroy di Clint Dyer e Roy Williams, regia di Clint Dyer. @sohoplace di Londra (2024)

## Riconoscimenti
- BAFTA
  - 2021 – Candidatura per il miglior attore televisivo per I May Destroy You - Trauma e rinascita
- Drama League Award
  - 2024 – Candidatura per la miglior performance per The Effect
- Premio Emmy
  - 2021 – Candidatura per il miglior attore non protagonista in una miniserie, serie antologica o film televisivo per I May Destroy You - Trauma e rinascita
- Evening Standard Theatre Awards
  - 2023 – Candidatura per il miglior attore in un'opera teatrale per The Effect
- Ian Charleson Award
  - 2016 – Miglior attore classico per Amleto e Re Lear
- Premio Laurence Olivier
  - 2025 – Candidatura per il miglior attore per Death of England - Delroy

## Doppiatori italiani
Nelle versioni in italiano delle opere in cui ha recitato, Paapa Essiedu è stato doppiato da:
- Gabriele Vender in I May Destroy You - Trauma e rinascita, The Outrun, Black Doves
- Jacopo Venturiero in Men, Genie
- Marcello Moronesi in Gangs of London
- Simone Crisari in Progetto Lazarus
- Simone Mori in Black Mirror